# (527604) 2007 VL305
2007 VL305 ist ein Neptun-Trojaner, welcher am 4. November 2007 im Rahmen des Sloan Digital Sky Survey entdeckt wurde. Er wurde erstmals am 5. November 2005 aufgenommen und war das sechste derartige Objekt, welches entdeckt wurde. Er hat dieselbe Umlaufzeit wie Neptun und bewegt sich um den Lagrange-Punkt L4, 60 Grad vor Neptun.
Die Bahnneigung beträgt 28 Grad. Dies ist die höchste Bahnneigung aller bekannten Neptun-Trojaner (Stand: September 2009).
Bei einer absoluten Helligkeit von 8,0 beträgt der Durchmesser zwischen 65 und 150 km.
Er wurde 24-mal über 4 Oppositionen hinweg beobachtet.